# A Language All My Own
A Language All My Own es un corto de animación estadounidense de 1935, de la serie de Betty Boop. Fue producido por los estudios Fleischer y distribuido por Paramount Pictures. En él aparece Betty Boop.

## Argumento
Tras acabar una función en la ciudad, Betty Boop se traslada en su propio avión a Japón, donde también tiene gran cantidad de seguidores. Su actuación será un clamoroso éxito.

## Producción
A Language All My Own es la cuadragésima segunda entrega de la serie de Betty Boop y fue estrenada el 19 de julio de 1935.
Enterados los Fleischer de la fama que Betty Boop tenía en Japón, decidieron hacer un corto en que apareciera actuando ante el público nipón. El jefe de animadores, Myron Waldman, preocupado por causar una buena impresión, trabajó con mucho cuidado todos los detalles, llegando incluso a organizar un pase del corto ante estudiantes japoneses para que le avisaran si advertían algo inadecuado.
En este corto, Betty canta "A Language All My Own" en inglés y en japonés. Aunque es opinión generalizada que una frase sexualmente atrevida de la versión japonesa logró burlar la censura, en la web de los Estudios Fleischer se desmiente este dato.